# Пилот (гурт)
«Пилот»(укр. «Пілот») — російський рок-гурт, заснований в 1997 році Іллею Кнабенгофом, відомим під псевдонімом Ілля Чорт. Гурт брав участь у заходах по підтримці Росії в російсько-українській війні, а сам Ілля Чорт є відвертим прихильником дій Росії, через що учасники гурту є фігурантами бази "Миротворець".

## Діскографія

### Студійні альбоми
- Война (1997)
- Жывой Концерррт (1998)
- Сказка о Прыгуне и Скользящем (2001)
- Наше Небо (2002)
- Джоконда (2002)
- Времена Года (міні-альбом) (2003)
- Рыба, Крот и Свинья (2004)
- Ч/б (2006)
- 1+1=1 (2008)
- Содружество (2009)
- Осень (2011)
- 13 (2013)
- Изолятор (2015)
- Кукушка (2016)
- Пандора (2018)

## Реакція на напад Росії
Після початку повномасштабної російсько-української війни гурт взяв участь у гастрольному турі "Za Росію", спрямованому на підтримку воєнних дій Росії в Україні. Однак не всі музиканти були згодні з позицією фронтмена "Пилота" Іл'ї Кнабенгофа. Зокрема, про небажання брати участь у концертах на підтримку воєнної агресії Росії в Україні заявили бас-гитарист "Пилота" Сергій Вирвіч та пресаташе Лана Балахматова. Ще один учасник - клавишник Андрій Казаченко заявив про свій уход з "Пилота" та від'їзд з Росії. 

### Сингли та концертні записи
- Концерт в Санкт-Петербурге зпт (1999)
- Времена Года (максі-сингл) (2002)
- Проводник (сингл) (2004)
- Best of 1997—2004 (2004)
- Сансара нашего двора (2005)
- 10 Лет — Полет Нормальный (2007)